# 1938-as labdarúgó-világbajnokság (keretek)
Ez a szócikk tartalmazza az 1938-as labdarúgó-világbajnokságon részt vevő válogatottak játékoskereteit. A tornát 1938. június 4. és 19. között rendezték Franciaországban.
Magyarország és Svájc volt az a két válogatott, melyek keretében külföldön szereplő játékosok is szerepeltek. A német válogatott keretébe kilenc olyan játékos lett nevezve, akik a selejtezőkben osztrák színekben szerepeltek, de az Anschluss miatt Ausztria visszalépett a részvételtől. A kijutott országoknak 22 játékost kellett nevezni, ebből kettő kapus volt.

## Nemzeti keretek
(Az elért helyezésük sorrendjében.)

### Olaszország
Szövetségi kapitány:  Vittorio Pozzo
| Szám | Poszt | Név              | Születési dátum (Kor)          | Vál. | Klub             |
| ---- | ----- | ---------------- | ------------------------------ | ---- | ---------------- |
| -    | KP    | Michele Andreolo | 1912. szeptember 6. (25 éves)  | 11   | Bologna          |
| -    | CS    | Sergio Bertoni   | 1915. szeptember 23. (22 éves) | 3    | Pisa             |
| -    | CS    | Amedeo Biavati   | 1915. április 4. (23 éves)     | 0    | Bologna          |
| -    | K     | Carlo Ceresoli   | 1910. május 14. (28 éves)      | 7    | Bologna          |
| -    | KP    | Bruno Chizzo     | 1916. április 19. (22 éves)    | 0    | Triestina        |
| -    | CS    | Gino Colaussi    | 1914. március 4. (24 éves)     | 12   | Triestina        |
| -    | KP    | Aldo Donati      | 1910. szeptember 29. (27 éves) | 0    | Roma             |
| -    | CS    | Giovanni Ferrari | 1907. december 6. (30 éves)    | 38   | Ambrosiana-Inter |
| -    | CS    | Pietro Ferraris  | 1912. február 15. (26 éves)    | 3    | Ambrosiana-Inter |
| -    | V     | Alfredo Foni     | 1911. november 20. (26 éves)   | 6    | Juventus         |
| -    | KP    | Mario Genta      | 1912. március 1. (26 éves)     | 0    | Genoa            |
| -    | KP    | Ugo Locatelli    | 1916. február 5. (22 éves)     | 7    | Ambrosiana-Inter |
| -    | K     | Guido Masetti    | 1907. november 22. (30 éves)   | 1    | Roma             |
| -    | KP    | Giuseppe Meazza  | 1910. augusztus 23. (27 éves)  | 43   | Ambrosiana-Inter |
| -    | V     | Eraldo Monzeglio | 1906. június 5. (31 éves)      | 32   | Roma             |
| -    | K     | Aldo Olivieri    | 1910. október 2. (27 éves)     | 8    | Lucchese         |
| -    | KP    | Renato Olmi      | 1914. július 12. (23 éves)     | 0    | Ambrosiana-Inter |
| -    | CS    | Piero Pasinati   | 1910. július 21. (27 éves)     | 10   | Triestina        |
| -    | KP    | Mario Perazzolo  | 1911. június 7. (26 éves)      | 2    | Genoa            |
| -    | CS    | Silvio Piola     | 1913. szeptember 29. (24 éves) | 14   | Lazio            |
| -    | V     | Pietro Rava      | 1916. január 21. (22 éves)     | 11   | Juventus         |
| -    | KP    | Pietro Serantoni | 1906. december 11. (31 éves)   | 9    | Roma             |

### Magyarország
Szövetségi kapitányok: Dietz Károly és Schaffer Alfréd
| Szám | Poszt | Név              | Születési dátum (Kor)          | Vál. | Klub                |
| ---- | ----- | ---------------- | ------------------------------ | ---- | ------------------- |
| -    | KP    | Balogh István    | 1912. szeptember 21. (25 éves) | 3    | Újpest FC           |
| -    | CS    | Bíró Mihály      | 1914. július 20. (23 éves)     | 0    | Ferencváros         |
| -    | V     | Bíró Sándor      | 1911. augusztus 19. (26 éves)  | 26   | MTK                 |
| -    | CS    | Cseh László      | 1910. április 4. (28 éves)     | 32   | MTK                 |
| -    | KP    | Dudás János      | 1911. február 13. (27 éves)    | 12   | MTK                 |
| -    | K     | Háda József      | 1911. március 2. (27 éves)     | 15   | Ferencváros         |
| -    | CS    | Kohut Vilmos     | 1906. július 17. (31 éves)     | 24   | Olympique Marseille |
| -    | V     | Korányi Lajos    | 1907. május 15. (31 éves)      | 30   | Ferencváros         |
| -    | KP    | Lázár Gyula      | 1911. január 24. (27 éves)     | 34   | Ferencváros         |
| -    | K     | Pálinkás József  | 1912. március 10. (26 éves)    | 5    | Szeged              |
| -    | V     | Polgár Gyula     | 1912. február 8. (26 éves)     | 14   | Ferencváros         |
| -    | KP    | Sárosi Béla      | 1919. május 15. (19 éves)      | 0    | Ferencváros         |
| -    | CS    | Sárosi György    | 1912. szeptember 15. (25 éves) | 42   | Ferencváros         |
| -    | CS    | Sas Ferenc       | 1915. március 15. (23 éves)    | 13   | MTK                 |
| -    | K     | Szabó Antal      | 1910. szeptember 4. (27 éves)  | 32   | MTK                 |
| -    | KP    | Szalay Antal     | 1912. március 12. (26 éves)    | 19   | Újpest              |
| -    | KP    | Szűcs György     | 1912. április 23. (26 éves)    | 23   | Újpest              |
| -    | CS    | Titkos Pál       | 1908. január 8. (30 éves)      | 45   | MTK                 |
| -    | CS    | Toldi Géza       | 1909. február 11. (29 éves)    | 39   | Ferencváros         |
| -    | KP    | Turay József     | 1905. március 1. (33 éves)     | 41   | MTK                 |
| -    | CS    | Vincze Jenő      | 1908. november 20. (29 éves)   | 22   | Újpest FC           |
| -    | CS    | Zsengellér Gyula | 1915. december 27. (22 éves)   | 9    | Újpest              |

### Brazília
Szövetségi kapitány: Adhemar Pimenta
| Szám | Poszt | Név              | Születési dátum (Kor)         | Vál. | Klub                |
| ---- | ----- | ---------------- | ----------------------------- | ---- | ------------------- |
| -    | KP    | Afonsinho        | 1914. március 8. (24 éves)    |      | São Cristóvão       |
| -    | KP    | Argemiro         | 1915. június 3. (23 éves)     |      | Portuguesa Santista |
| -    | K     | Batatais         | 1910. május 20. (28 éves)     |      | Fluminense          |
| -    | KP    | Brandão          | 1910. január 1. (28 éves)     |      | Corinthians         |
| -    | KP    | Britto           | 1914. május 6. (24 éves)      |      | América Mineiro     |
| -    | V     | Domingos da Guia | 1912. november 19. (25 éves)  |      | Flamengo            |
| -    | CS    | Hércules         | 1912. július 2. (25 éves)     |      | Fluminense          |
| -    | V     | Jaú              | 1909. december 17. (28 éves)  |      | Corinthians         |
| -    | CS    | Leônidas         | 1913. június 9. (24 éves)     |      | Flamengo            |
| -    | CS    | Lopes            | 1910. november 1. (27 éves)   |      | Corinthians         |
| -    | CS    | Luizinho         | 1911. március 29. (27 éves)   |      | SS Palestra Italia  |
| -    | V     | Machado          | 1909. január 1. (29 éves)     |      | Fluminense          |
| -    | KP    | Martim           | 1911. április 21. (27 éves)   |      | Botafogo            |
| -    | V     | Nariz            | 1912. december 8. (25 éves)   |      | Botafogo            |
| -    | CS    | Niginho          | 1912. február 12. (26 éves)   |      | Vasco da Gama       |
| -    | CS    | Patesko          | 1910. november 12. (27 éves)  |      | Botafogo            |
| -    | CS    | Perácio          | 1917. november 2. (20 éves)   |      | Botafogo            |
| -    | CS    | Roberto          | 1912. június 20. (25 éves)    |      | São Cristóvão       |
| -    | CS    | Romeu            | 1911. március 26. (27 éves)   |      | Fluminense          |
| -    | CS    | Tim              | 1915. február 20. (23 éves)   |      | Fluminense          |
| -    | K     | Walter           | 1912. július 17. (25 éves)    |      | Flamengo            |
| -    | KP    | Zezé Procópio    | 1913. augusztus 12. (24 éves) |      | Botafogo            |

### Svédország
Szövetségi kapitány:  Nagy József
| Szám | Poszt | Név                | Születési dátum (Kor)           | Vál. | Klub            |
| ---- | ----- | ------------------ | ------------------------------- | ---- | --------------- |
| -    | K     | Henock Abrahamsson | 1909. október 29. (28 éves)     | 0    | Gårda           |
| -    | KP    | Erik Almgren       | 1908. január 28. (30 éves)      | 5    | AIK Stockholm   |
| -    | CS    | Åke Andersson      | 1917. április 22. (21 éves)     | 2    | GAIS Göteborg   |
| -    | CS    | Harry Andersson    | 1913. március 7. (25 éves)      | 0    | IK Sleipner     |
| -    | CS    | Curt Bergsten      | 1915. augusztus 21. (22 évesen) | 6    | Landskrona      |
| -    | CS    | Lennart Bunke      | 1912. április 3. (26 éves)      |      | Helsingborgs IF |
| -    | V     | Ivar Eriksson      | 1909. december 25. (28 éves)    | 1    | Sandviken       |
| -    | KP    | Karl-Erik Grahn    | 1914. november 5. (23 éves)     | 15   | Elfsborg        |
| -    | CS    | Knut Hansson       | 1911. május 9. (27 éves)        | 4    | Landskrona      |
| -    | KP    | Sven Jacobsson     | 1914. április 17. (24 éves)     | 2    | GAIS Göteborg   |
| -    | CS    | Sven Jonasson      | 1909. július 9. (28 éves)       | 28   | Elfsborg        |
| -    | V     | Olle Källgren      | 1907. szeptember 7. (30 éves)   | 6    | Sandviken       |
| -    | CS    | Tore Keller        | 1905. január 4. (33 éves)       | 22   | IK Sleipner     |
| -    | KP    | Arne Linderholm    | 1916. február 22. (22 éves)     | 0    | IK Sleipner     |
| -    | V     | Erik Nilsson       | 1916. augusztus 6. (21 éves)    | 0    | FF Malmö        |
| -    | V     | Harry Nilsson      | 1916. január 5. (22 éves)       | 0    | Landskrona      |
| -    | CS    | Arne Nyberg        | 1913. június 20. (24 éves)      | 2    | IFK Göteborg    |
| -    | CS    | Erik Persson       | 1909. november 19. (28 éves)    | 27   | AIK Stockholm   |
| -    | K     | Gustav Sjöberg     | 1913. március 23. (25 éves)     | 7    | AIK Stockholm   |
| -    | KP    | Kurt Svanström     | 1915. március 24. (23 éves)     | 4    | Örgryte IS      |
| -    | CS    | Sven Unger         |                                 |      | IK Sleipner     |
| -    | CS    | Gustav Wetterström | 1911. október 15. (26 éves)     | 4    | IK Sleipner     |

### Csehszlovákia
Szövetségi kapitány: Josef Meissner
| Szám | Poszt | Név                | Születési dátum (Kor)          | Vál. | Klub              |
| ---- | ----- | ------------------ | ------------------------------ | ---- | ----------------- |
| -    | KP    | Jaroslav Bouček    | 1912. november 13. (25 éves)   | 22   | Sparta Praha      |
| -    | CS    | Vojtěch Bradáč     | 1913. október 6. (24 éves)     | 7    | Slavia Praha      |
| -    | V     | Jaroslav Burgr     | 1906. március 7. (32 éves)     | 51   | Sparta Praha      |
| -    | K     | Karel Burkert      | 1909. december 1. (28 éves)    | 1    | SK Židenice       |
| -    | V     | Karel Černý        | 1910. február 1. (28 éves)     |      | Slavia Praha      |
| -    | V     | Ferdinand Daučík   | 1910. május 30. (28 éves)      | 10   | Slavia Praha      |
| -    | CS    | Václav Horák       | 1912. szeptember 27. (25 éves) | 9    | Slavia Praha      |
| -    | KP    | Karel Kolský       | 1914. szeptember 21. (23 éves) | 10   | Sparta Praha      |
| -    | KP    | Vlastimil Kopecký  | 1912. október 14. (25 éves)    | 13   | Slavia Praha      |
| -    | KP    | Josef Košťálek     | 1909. augusztus 31. (28 éves)  | 36   | Sparta Praha      |
| -    | CS    | Arnošt Kreuz       | 1910. március 14. (28 éves)    | 2    | Pardubice         |
| -    | CS    | Josef Ludl         | 1916. június 3. (22 éves)      | 3    | Viktoria Žižkov   |
| -    | CS    | Oldřich Nejedlý    | 1909. december 26. (28 éves)   | 38   | Sparta Praha      |
| -    | KP    | Otakar Nožíř       | 1917. március 12. (21 éves)    | 0    | Slavia Praha      |
| -    | V     | Josef Orth         | 1910                           |      | Slovan Bratislava |
| -    | K     | František Plánička | 1904. június 2. (34 éves)      | 71   | Slavia Praha      |
| -    | CS    | Antonín Puč        | 1907. május 16. (31 éves)      | 59   | Slavia Praha      |
| -    | CS    | Jan Říha           | 1915. november 11. (22 éves)   | 9    | Sparta Praha      |
| -    | CS    | Oldřich Rulc       | 1911. március 28. (27 éves)    | 15   | SK Židenice       |
| -    | CS    | Karel Senecký      | 1919. március 17. (19 éves)    | 2    | Sparta Praha      |
| -    | CS    | Ladislav Šimůnek   | 1916. október 4. (21 éves)     | 2    | Slavia Praha      |
| -    | CS    | Josef Zeman        | 1915. január 23. (23 éves)     | 3    | Sparta Praha      |

### Svájc
Szövetségi kapitány:  Karl Rappan
| Szám | Poszt | Név                 | Születési dátum (Kor)          | Vál. | Klub         |
| ---- | ----- | ------------------- | ------------------------------ | ---- | ------------ |
| -    | CS    | André Abegglen      | 1909. március 7. (29 éves)     |      | Sochaux      |
| -    | CS    | Georges Aeby        | 1910. szeptember 10. (27 éves) |      | Servette     |
| -    | CS    | Paul Aeby           | 1910. szeptember 10. (27 éves) |      | Young Boys   |
| -    | CS    | Lauro Amadò         | 1912. március 14. (26 éves)    |      | Lugano       |
| -    | K     | Erwin Ballabio      | 1918. október 20. (19 éves)    |      | Grenchen     |
| -    | CS    | Alfred Bickel       | 1918. május 2. (20 éves)       |      | Grasshoppers |
| -    | K     | Renato Bizzozero    | 1912. szeptember 7. (25 éves)  |      | Lugano       |
| -    | CS    | Alessandro Frigerio | 1914. november 15. (23 éves)   |      | Le Havre     |
| -    | CS    | Tullio Grassi       | 1910. február 5. (28 éves)     |      | Lugano       |
| -    | KP    | Albert Guinchard    | 1914. november 10. (23 éves)   |      | Servette     |
| -    | K     | Willy Huber         | 1913. december 17. (24 éves)   |      | Grasshoppers |
| -    | CS    | Leopold Kielholz    | 1911. június 9. (26 éves)      |      | Juventus     |
| -    | V     | August Lehmann      | 1909. január 26. (29 éves)     |      | Grasshoppers |
| -    | KP    | Ernst Lörtscher     | 1913. március 15. (25 éves)    |      | Servette     |
| -    | V     | Severino Minelli    | 1909. szeptember 6. (28 éves)  |      | Grasshoppers |
| -    | KP    | Oscar Rauch         | 1907. szeptember 5. (30 éves)  |      | Grasshoppers |
| -    | CS    | Eugen Rupf          | 1914. június 16. (23 éves)     |      | Grasshoppers |
| -    | KP    | Hermann Springer    | 1908. december 4. (29 éves)    |      | Grasshoppers |
| -    | V     | Adolf Stelzer       | 1908. szeptember 1. (29 éves)  |      | Lausanne     |
| -    | KP    | Sirio Vernati       | 1907. május 12. (31 éves)      |      | Grasshoppers |
| -    | CS    | Fritz Wagner        | 1913. december 21. (24 éves)   |      | Grasshoppers |
| -    | CS    | Eugen Walaschek     | 1916. június 20. (21 éves)     |      | Servette     |

### Kuba
Szövetségi kapitány: José Tapia
| Szám | Poszt | Név                    | Születési dátum (Kor)         | Vál. | Klub               |
| ---- | ----- | ---------------------- | ----------------------------- | ---- | ------------------ |
| -    | CS    | Juan Alonzo            | 1911. június 24. (26 éves)    |      | Fortuna Havana     |
| -    | KP    | Joaquín Arias          | 1914. november 12. (23 éves)  |      | Juventud Asturiana |
| -    | K     | Juan Ayra              | 1911. június 23. (26 éves)    |      | CD Centro Gallego  |
| -    | V     | Jacinto Barquín        | 1915. szeptember 3. (22 éves) |      | CD Puentes Grandes |
| -    | KP    | Pedro Berges           | 1906. (31–32 éves)            |      | Iberia Havana      |
| -    | K     | Benito Carvajales      | 1913. július 25. (24 éves)    |      | Juventud Asturiana |
| -    | V     | Manuel Chorens         | 1916. január 22. (22 éves)    |      | CD Centro Gallego  |
| -    | CS    | Tomás Fernández        | 1915. (22–23 éves)            |      | CD Centro Gallego  |
| -    | CS    | Pedro Ferrer           | 1908. (29–30 éves)            |      | Iberia Havana      |
| -    | KP    | Arturo Galceran        |                               |      | Juventud Asturiana |
| -    | CS    | José Magriñá           | 1917. december 14. (20 éves)  |      | CD Centro Gallego  |
| *    | CS    | Carlos Oliveira        |                               |      | Hispano America    |
| -    | KP    | José Antonio Rodríguez | 1915. (22–23 éves)            |      | CD Centro Gallego  |
| -    | CS    | Héctor Socorro         | 1912. június 26. (25 éves)    |      | CD Puentes Grandes |
| -    | CS    | Mario Sosa             | 1910. (27–28 éves)            |      | Iberia Havana      |
| -    | CS    | Juan Tuñas             | 1917. július 17. (20 éves)    |      | Juventud Asturiana |

### Franciaország
Szövetségi kapitány: Gaston Barreau
| Szám | Poszt | Név                   | Születési dátum (Kor)        | Vál. | Klub                |
| ---- | ----- | --------------------- | ---------------------------- | ---- | ------------------- |
| -    | CS    | Alfred Aston          | 1912. május 16. (26 éves)    | 15   | Red Star Paris      |
| -    | KP    | Jean Bastien          | 1915. június 21. (22 éves)   | 0    | Olympique Marseille |
| -    | V     | Abdelkader Ben Bouali | 1912. október 25. (25 éves)  | 1    | Olympique Marseille |
| -    | KP    | François Bourbotte    | 1913. február 24. (25 éves)  | 9    | SC Fives            |
| -    | CS    | Michel Brusseaux      | 1913. március 19. (25 éves)  | 1    | Sète                |
| -    | V     | Hector Cazenave       | 1914. április 13. (24 éves)  | 6    | Sochaux             |
| -    | CS    | Roger Courtois        | 1912. május 30. (26 éves)    | 19   | Sochaux             |
| -    | K     | Julien Darui          | 1916. február 16. (22 éves)  | 0    | Olympique Lillois   |
| -    | CS    | Edmond Delfour        | 1907. november 1. (30 éves)  | 39   | Roubaix             |
| -    | K     | Laurent Di Lorto      | 1909. január 1. (29 éves)    | 9    | Sochaux             |
| -    | KP    | Raoul Diagne          | 1910. november 10. (27 éves) | 11   | Racing Club Paris   |
| -    | CS    | Oscar Heisserer       | 1918. július 18. (19 éves)   | 6    | Racing Strasbourg   |
| -    | KP    | Lucien Jasseron       | 1913. december 29. (24 éves) | 0    | Le Havre            |
| -    | KP    | Auguste Jordan        | 1909. február 21. (29 éves)  | 3    | Racing Club Paris   |
| -    | CS    | Ignace Kowalczyk      | 1913. december 27. (24 éves) | 5    | Metz                |
| -    | K     | René Llense           | 1913. július 14. (24 éves)   | 9    | Sète                |
| -    | V     | Étienne Mattler       | 1905. december 25. (32 éves) | 38   | Sochaux             |
| -    | CS    | Jean Nicolas          | 1913. június 9. (24 éves)    | 22   | Rouen               |
| -    | V     | Martin Povolny        | 1914. július 19. (23 éves)   | 0    | Le Havre            |
| -    | V     | Jules Vandooren       | 1908. december 30. (29 éves) | 14   | Olympique Lillois   |
| -    | CS    | Émile Veinante        | 1907. június 12. (30 éves)   | 18   | Racing Club Paris   |
| -    | CS    | Mario Zatelli         | 1912. december 21. (25 éves) | 0    | Olympique Marseille |

### Románia
Szövetségi kapitányok: Alexandru Săvulescu és Costel Rădulescu
| Szám | Poszt | Név                 | Születési dátum (Kor)          | Vál. | Klub               |
| ---- | ----- | ------------------- | ------------------------------ | ---- | ------------------ |
| -    | CS    | Barátky Gyula       | 1910. május 14. (28 éves)      | 10   | Rapid București    |
| -    | KP    | Andrei Bărbulescu   | 1917. március 25. (21 éves)    | 2    | Venus Bucureşti    |
| -    | CS    | Silviu Bindea       | 1912. október 24. (25 éves)    | 18   | Ripensia Timişoara |
| -    | CS    | Bodola Gyula        | 1912. február 26. (26 éves)    | 39   | Venus Bucureşti    |
| -    | CS    | Ioan Bogdan         | 1915. március 6. (23 éves)     | 1    | Rapid București    |
| -    | KP    | Gheorghe Brandabura | 1913. február 23. (25 éves)    | 4    | Juventus București |
| -    | CS    | Braun-Bogdán Kálmán | 1905. október 13. (32 éves)    | 0    | Juventus București |
| -    | V     | Bürger Rudolf       | 1908. október 31. (29 éves)    | 27   | Ripensia Timişoara |
| -    | V     | Vasile Chiroiu      | 1910. augusztus 13. (27 éves)  | 5    | Ripensia Timişoara |
| -    | KP    | Vintilă Cossini     | 1913. november 21. (24 éves)   | 12   | Rapid București    |
| -    | K     | Mircea David        | 1914. október 16. (23 éves)    | 4    | Venus Bucureşti    |
| -    | CS    | Dobay István        | 1909. szeptember 26. (28 éves) | 33   | Ripensia Timişoara |
| -    | V     | Iacob Felecan       | 1914. március 1. (24 éves)     | 4    | Victoria Cluj      |
| -    | CS    | Kovács Miklós       | 1911. október 29. (26 éves)    | 35   | CAO Oradea         |
| -    | CS    | Ioachim Moldoveanu  | 1913. augusztus 17. (24 éves)  | 3    | Rapid București    |
| -    | CS    | Nagy Miklós         | 1918. január 11. (20 éves)     | 0    | Crişana Oradea     |
| -    | K     | Dumitru Pavlovici   | 1912. április 26. (26 éves)    | 8    | Ripensia Timişoara |
| -    | CS    | Praszler Gyula      | 1916. január 16. (22 éves)     | 1    | AMEF Arad          |
| -    | KP    | Gheorghe Răşinaru   | 1915. február 10. (23 éves)    | 1    | Rapid București    |
| -    | KP    | Raffinsky László    | 1905. április 23. (33 éves)    | 18   | Rapid București    |
| -    | K     | Robert Sadowski     | 1914. augusztus 16. (23 éves)  | 1    | AMEF Arad          |
| -    | V     | Lazăr Sfera         | 1909. április 29. (29 éves)    | 5    | Venus Bucureşti    |

### Németország
Szövetségi kapitány: Sepp Herberger
| Szám | Poszt | Név                 | Születési dátum (Kor)          | Vál. | Klub                  |
| ---- | ----- | ------------------- | ------------------------------ | ---- | --------------------- |
| -    | K     | Fritz Buchloh       | 1909. november 26. (28 éves)   | 17   | VfB Speldorf          |
| -    | CS    | Josef Gauchel       | 1916. szeptember 11. (21 éves) | 6    | TuS Koblenz-Neuendorf |
| -    | CS    | Rudolf Gellesch     | 1914. május 1. (24 éves)       | 14   | FC Schalke 04         |
| -    | KP    | Ludwig Goldbrunner  | 1908. március 5. (30 éves)     | 31   | Bayern München        |
| -    | CS    | Wilhelm Hahnemann   | 1914. április 14. (24 éves)    | 0    | Admira Wien*          |
| -    | K     | Hans Jakob          | 1908. június 16. (29 éves)     | 35   | SSV Jahn Regensburg   |
| -    | V     | Paul Janes          | 1912. március 10. (26 éves)    | 34   | Fortuna Düsseldorf    |
| -    | KP    | Albin Kitzinger     | 1912. február 1. (26 éves)     | 18   | 1. FC Schweinfurt 05  |
| -    | KP    | Andreas Kupfer      | 1914. május 7. (24 éves)       | 10   | 1. FC Schweinfurt 05  |
| -    | CS    | Ernst Lehner        | 1912. november 7. (25 éves)    | 39   | Schwaben Augsburg     |
| -    | KP    | Hans Mock           | 1906. december 9. (31 éves)    | 0    | Austria Wien*         |
| -    | V     | Reinhold Münzenberg | 1909. január 25. (29 éves)     | 39   | Alemannia Aachen      |
| -    | CS    | Leopold Neumer      | 1919. február 8. (19 éves)     | 0    | Austria Wien*         |
| -    | CS    | Hans Pesser         | 1911. november 7. (26 éves)    | 1    | Rapid Wien*           |
| -    | K     | Rudolf Raftl        | 1911. február 7. (27 éves)     | 0    | Rapid Wien*           |
| -    | V     | Willibald Schmaus   | 1911. június 16. (26 éves)     | 0    | First Vienna*         |
| -    | CS    | Otto Siffling       | 1912. augusztus 3. (25 éves)   | 31   | Waldhof Mannheim      |
| -    | KP    | Stefan Skoumal      | 1909. november 29. (28 éves)   | 0    | Rapid Wien*           |
| -    | V     | Jakob Streitle      | 1916. december 11. (21 éves)   | 0    | Bayern München        |
| -    | CS    | Josef Stroh         | 1913. március 5. (25 éves)     | 0    | Austria Wien*         |
| -    | CS    | Fritz Szepan        | 1907. szeptember 2. (30 éves)  | 30   | FC Schalke 04         |
| -    | KP    | Franz Wagner        | 1911. szeptember 23. (26 éves) | 0    | Rapid Wien*           |

- Az osztrák játékosok az Anschluss miatt a német válogatottban szerepeltek.

### Lengyelország
Szövetségi kapitány: Józef Kałuża
| Szám | Poszt | Név                   | Születési dátum (Kor)          | Vál. | Klub             |
| ---- | ----- | --------------------- | ------------------------------ | ---- | ---------------- |
| -    | CS    | Stanisław Baran       | 1920. április 26. (18 éves)    | 0    | KS Warszawianka  |
| -    | K     | Walter Brom           | 1921. február 14. (17 éves)    | 0    | Ruch Chorzów     |
| -    | CS    | Ewald Cebula          | 1917. március 22. (21 éves)    | 0    | Świętochłowice   |
| -    | KP    | Ewald Dytko           | 1914. október 18. (23 éves)    | 16   | Dąb Katowice     |
| -    | V     | Antoni Gałecki        | 1906. június 4. (32 éves)      | 16   | ŁKS Łódź         |
| -    | V     | Edmund Giemsa         | 1912. október 16. (25 éves)    | 6    | Ruch Chorzów     |
| -    | KP    | Wilhelm Góra          | 1916. január 18. (22 éves)     | 8    | Cracovia Kraków  |
| -    | CS    | Bolesław Habowski     | 1914. szeptember 13. (23 éves) | 1    | Wisła Kraków     |
| -    | CS    | Józef Korbas          | 1914. november 11. (23 éves)   | 1    | Cracovia Kraków  |
| -    | KP    | Kazimierz Lis         | 1910. április 9. (28 éves)     | 0    | Warta Poznań     |
| -    | CS    | Antoni Łyko           | 1914. november 11. (23 éves)   | 1    | Wisła Kraków     |
| -    | K     | Edward Madejski       | 1914. augusztus 11. (23 éves)  | 6    | Wisła Kraków     |
| -    | KP    | Erwin Nyc             | 1914. május 24. (24 éves)      | 4    | Polonia Warszawa |
| -    | CS    | Leonard Piątek        | 1913. október 3. (24 éves)     | 9    | AKS Chorzów      |
| -    | CS    | Ryszard Piec          | 1913. augusztus 17. (24 éves)  | 18   | Naprzód Lipiny   |
| -    | KP    | Wilhelm Piec          | 1915. január 7. (23 éves)      | 3    | Naprzód Lipiny   |
| -    | CS    | Friedrich Scherfke    | 1909. szeptember 7. (28 éves)  | 12   | Warta Poznań     |
| -    | V     | Władysław Szczepaniak | 1910. május 19. (28 éves)      | 22   | Polonia Warszawa |
| -    | V     | Edmund Twórz          | 1914. február 12. (24 éves)    | 2    | Warta Poznań     |
| -    | KP    | Jan Wasiewicz         | 1911. január 6. (27 éves)      | 14   | Pogoń Lwów       |
| -    | CS    | Ernst Willimowski     | 1916. június 23. (21 éves)     | 14   | Ruch Chorzów     |
| -    | CS    | Gerard Wodarz         | 1913. augusztus 10. (24 éves)  | 24   | Ruch Chorzów     |

### Norvégia
Szövetségi kapitány: Asbjørn Halvorsen
| Szám | Poszt | Név                | Születési dátum (Kor)          | Vál. | Klub        |
| ---- | ----- | ------------------ | ------------------------------ | ---- | ----------- |
| -    | CS    | Arne Brustad       | 1912. április 14. (26 éves)    | 19   | Lyn         |
| -    | CS    | Knut Brynildsen    | 1917. július 23. (20 éves)     | 1    | Fredrikstad |
| -    | V     | Nils Eriksen       | 1911. március 5. (27 éves)     | 34   | Odd         |
| -    | CS    | Odd Frantzen       | 1913. január 20. (25 éves)     | 14   | Hardy       |
| -    | KP    | Kristian Henriksen | 1911. március 3. (27 éves)     | 12   | Lyn         |
| -    | KP    | Rolf Holmberg      | 1914. augusztus 24. (23 éves)  | 18   | Odd         |
| -    | V     | Øivind Holmsen     | 1912. április 28. (26 éves)    | 22   | Lyn         |
| -    | CS    | Arne Ileby         | 1913. december 2. (24 éves)    | 0    | Fredrikstad |
| -    | CS    | Magnar Isaksen     | 1910. október 13. (27 éves)    | 12   | Lyn         |
| -    | V     | Rolf Johannessen   | 1910. március 15. (28 éves)    | 11   | Fredrikstad |
| -    | K     | Henry Johansen     | 1904. július 21. (33 éves)     | 44   | Vålerenga   |
| -    | V     | Jørgen Juve        | 1906. november 22. (31 éves)   | 45   | Lyn         |
| -    | CS    | Reidar Kvammen     | 1914. július 23. (23 éves)     | 29   | Viking      |
| -    | K     | Sverre Nordby      | 1910. március 13. (28 éves)    | 2    | Mjøndalen   |
| -    | V     | Roald Amundsen*    | 1913. szeptember 18. (24 éves) | 0    | Mjøndalen   |
| -    | KP    | Oddmund Andersen*  | 1915. december 21. (22 éves)   | 1    | Mjøndalen   |
| -    | KP    | Gunnar Andreassen* | 1913. január 5. (25 éves)      | 0    | Fredrikstad |
| -    | CS    | Hjalmar Andresen*  | 1914. július 18. (23 éves)     | 0    | Sarpsborg   |
| -    | KP    | Sigurd Hansen*     | 1913. június 23. (24 éves)     | 0    | Fram Larvik |
| -    | K     | Anker Kihle*       | 1917. április 19. (21 éves)    | 0    | Storm       |
| -    | CS    | Alf Martinsen*     | 1911. december 29. (26 éves)   | 17   | Lillestrøm  |
| -    | KP    | Frithjof Ulleberg* | 1911. szeptember 10. (26 éves) | 14   | Lyn         |

- A tornára végül csak 14 játékos utazott el, a maradék 8 (csillaggal jelölve) tartalékként otthon maradt.

### Belgium
Szövetségi kapitány:  Jack Butler
| Szám | Poszt | Név                   | Születési dátum (Kor)          | Vál. | Klub                  |
| ---- | ----- | --------------------- | ------------------------------ | ---- | --------------------- |
| -    | K     | Arnold Badjou         | 1909. június 26. (28 éves)     | 29   | Daring Club Molenbeek |
| -    | K     | Robert Braet          | 1912. február 11. (26 éves)    | 14   | Cercle Brugge         |
| -    | CS    | Raymond Braine        | 1907. április 28. (31 éves)    | 47   | Beerschot AC          |
| -    | CS    | Fernand Buyle         | 1918. március 3. (20 éves)     | 10   | Daring Club Molenbeek |
| -    | CS    | Jean Capelle          | 1913. október 26. (24 éves)    | 30   | Standard Liège        |
| -    | CS    | Arthur Ceuleers       | 1916. február 28. (22 éves)    | 4    | Beerschot AC          |
| -    | KP    | Pierre Dalem          | 1912. március 16. (26 éves)    | 22   | Standard Liège        |
| -    | KP    | Alfons De Winter      | 1908. szeptember 12. (29 éves) | 18   | Beerschot AC          |
| -    | CS    | Jean Fievez           | 1910. november 30. (27 éves)   | 4    | Molenbeek             |
| -    | V     | Frans Gommers         | 1917. április 5. (21 éves)     | 1    | Beerschot AC          |
| -    | KP    | Paul Henry            | 1912. szeptember 6. (25 éves)  | 1    | Daring Club Molenbeek |
| -    | CS    | Henri Isemborghs      | 1914. január 30. (24 éves)     | 11   | Beerschot AC          |
| -    | CS    | Joseph Nelis          | 1917. április 1. (21 éves)     | 2    | Berchem Sport         |
| -    | V     | Robert Paverick       | 1912. november 29. (25 éves)   | 26   | Antwerp               |
| -    | V     | Jean Petit            | 1914. február 25. (24 éves)    | 4    | Standard Liège        |
| -    | V     | Corneel Seys          | 1912. február 12. (26 éves)    | 1    | Beerschot AC          |
| -    | V     | Philibert Smellinckx  | 1911. január 17. (27 éves)     | 19   | Union SG              |
| -    | KP    | Émile Stijnen         | 1907. november 2. (30 éves)    | 25   | Olympic Charleroi     |
| -    | KP    | John Van Alphen       | 1914. június 17. (23 éves)     | 4    | Beerschot AC          |
| -    | CS    | Charles Vanden Wouwer | 1916. szeptember 7. (21 éves)  | 5    | Beerschot AC          |
| -    | K     | André Vandeweyer      | 1909. június 21. (28 éves)     | 5    | Union SG              |
| -    | CS    | Bernard Voorhoof      | 1910. május 10. (28 éves)      | 54   | Lierse                |

### Hollandia
Szövetségi kapitány:  Bob Glendenning
| Szám | Poszt | Név                 | Születési dátum (Kor)          | Vál. | Klub               |
| ---- | ----- | ------------------- | ------------------------------ | ---- | ------------------ |
| -    | KP    | Wim Anderiesen      | 1903. november 27. (34 éves)   | 40   | Ajax               |
| -    | V     | Dick Been           | 1909. július 2. (28 évesen)    | 0    | Ajax               |
| -    | V     | Bertus Caldenhove   | 1914. január 19. (24 éves)     | 18   | DWS Amsterdam      |
| -    | CS    | Piet de Boer        | 1919. október 10. (18 éves)    | 1    | Kooger FC          |
| -    | CS    | Bertus de Harder    | 1920. január 14. (18 éves)     | 1    | VUC Den Haag       |
| -    | CS    | Arie de Winter      | 1913. október 27. (24 éves)    | 0    | HFC Haarlem        |
| -    | CS    | Daaf Drok           | 1914. május 23. (24 éves)      | 7    | RFC Rotterdam      |
| -    | KP    | Frans Hogenbirk     | 1919. március 18. (19 éves)    | 0    | Quick Groningen    |
| -    | K     | Niek Michel         | 1912. szeptember 30. (25 éves) | 0    | VSV Velsen         |
| -    | CS    | Klaas Ooms          | 1917. június 9. (20 éves)      | 0    | DWV Amsterdam      |
| -    | KP    | Bas Paauwe          | 1911. október 4. (26 éves)     | 21   | Feyenoord          |
| -    | KP    | Rene Pijpers        | 1917. szeptember 15. (20 éves) | 0    | RFC Roermond       |
| -    | V     | Hendrikus Plenter   | 1913. június 23. (24 éves)     | 0    | Quick Groningen    |
| -    | CS    | Piet Punt           | 1909. február 6. (29 éves)     | 1    | DFC Dordrecht      |
| -    | CS    | Kick Smit           | 1911. november 3. (26 éves)    | 21   | Haarlem            |
| -    | CS    | Frans van der Veen  | 1918. március 25. (20 éves)    | 1    | Heracles           |
| -    | KP    | Puck van Heel       | 1904. január 21. (34 éves)     | 62   | Feyenoord          |
| -    | K     | Adri van Male       | 1910. október 7. (27 éves)     | 9    | Feyenoord          |
| -    | CS    | Henk van Spaandonck | 1913. június 25. (24 éves)     | 7    | Neptunus Rotterdam |
| -    | CS    | Leen Vente          | 1911. május 14. (27 éves)      | 14   | Neptunus Rotterdam |
| -    | V     | Mauk Weber          | 1914. március 1. (24 éves)     | 25   | ADO Den Haag       |
| -    | CS    | Frank Wels          | 1909. február 21. (29 éves)    | 35   | Unitas Gorinchem   |

### Holland India
Szövetségi kapitány: Johan Mastenbroek
| Szám | Poszt | Név                 | Születési dátum (Kor)          | Vál. | Klub                  |
| ---- | ----- | ------------------- | ------------------------------ | ---- | --------------------- |
| -    | K     | Tan Mo Heng         | 1913. február 28. (25 éves)    |      | HCTNH Soerabaja       |
| -    | K     | Leen van Beuzekom   |                                |      | Hercules Batavia      |
| -    | V     | Jan Harting         |                                |      | HBS Soerabaja         |
| -    | V     | Frans Hukom         | 1915. szeptember 28. (22 éves) |      | Sparta Batavia        |
| -    | V     | Jack Samuels        | 1918. március 29. (20 éves)    |      | Excelsior Soerabaja   |
| -    | KP    | Sutan Anwar         | 1914. március 21. (24 éves)    |      | VIOS Batavia          |
| -    | KP    | Gerrit Faulhaber    | 1912. szeptember 22. (25 éves) |      | Djocoja Djokjakarta   |
| -    | KP    | Frans Meeng         | 1910. január 18. (28 éves)     |      | SVVB Batavia          |
| -    | KP    | Achmad Nawir        | 1912. június 30. (25 éves)     |      | HBS Soerabaja         |
| -    | KP    | G. Van Den Burgh    |                                |      | SVV Semarang          |
| -    | CS    | Isaak Pattiwael     | 1914. február 23. (24 éves)    |      | VV Jong Ambon Batavia |
| -    | CS    | Suvarte Soedarmadji | 1915. december 6. (22 éves)    |      | HBS Soerabaja         |
| -    | CS    | Hans Taihitu        | 1909. (28–29 éves)             |      | VV Jong Ambon Batavia |
| -    | CS    | Tan Hong Djien      | 1916. január 12. (22 éves)     |      | Tiong Hoa Soerabaja   |
| -    | CS    | Tan See Han         | 1910. (27–28 éves)             |      | Gie Hoo Soerabaja     |
| -    | CS    | Rudi Telwe          |                                |      | HBS Soerabaja         |
| -    | CS    | Henk Zomers         | 1912. november 19. (25 éves)   |      | Hercules Batavia      |